# Limnephilus helveticus
Limnephilus helveticus är en nattsländeart som beskrevs av Schmid 1965. Limnephilus helveticus ingår i släktet Limnephilus och familjen husmasknattsländor. Inga underarter finns listade i Catalogue of Life.